# USS Sioux City (LCS-11)
USS Sioux City (LCS-11) — одинадцятий корабль класу Бойових кораблів прибережної зони (LCS-1) і шостий в класі LCS типу «Фрідом». Він є перший корабель, названий на честь Сіу-Сіті, четвертого за величиною міста в штаті Айові .

## Будівництво
Корабель прибережної зони USS «Sioux City» (LCS 11) був закладений 19 лютого 2014 року на корабельні компанії Marinette Marine Corporation, розташованої в місті Марінетт, штат Вісконсин, США. 30 січня 2016 року відбулася церемонія хрещення і спуску на воду. Хрещеною матір'ю стала Мері Віннефельд, дружина адмірала у відставці Джеймса А. Віннефельда-молодшого. З 20 по 24 травня 2018 року перебував на приймальних випробуваннях, які проводилися на озері Мічиган. Вартість будівництва становить 700 млн доларів США. 22 серпня був переданий ВМС США. Портом приписки стане Мейпорт, штат Флорида.

## Бойова служба
З вересня 2020 року корабель розміщений у зоні відповідальності Південного командування США для підтримки місії Об'єднаної міжвідомчої оперативної групи «Південь», яка запобігає обігу наркотиків у Карибському басейні та Східній частині Тихого океану.
23 червня 2021 року провів двосторонні морські навчання з фрегатом ВМС Франції FS Germinal (F735) біля берегів Мартініки, в Карибському морі. Протягом навчань сили відпрацювали серію тактичних переміщень кораблів, а також перевіряли можливості командування управлінням та зв'язком.